# Abdón Porte
Abdón Porte (* 1880 oder 1893 in Durazno; † 5. März 1918 ebenda) war ein uruguayischer Fußballspieler.

## Vereinskarriere
Der El Indio genannte Porte begann seine Karriere 1910 beim Colón FC. Nach einer Zwischenstation 1911 bei Libertad, war er von seinem Debüt am 12. März 1911 gegen den Dublin Football Club bis zu seinem Tod im Jahr 1918 Spieler von Nacional Montevideo. Am Vortag seines Todes absolvierte er sein letztes Spiel gegen Charley Football Club.
Während seiner Zeit bei Nacional, in der er 207 Partien für den Verein bestritt, gewann er viermal die uruguayische Meisterschaft (1912, 1915, 1916 und 1917) und war der unumstrittene Kapitän der Mannschaft.

## Nationalmannschaft
Der defensive Mittelfeldspieler war auch Mitglied der uruguayischen Fußballnationalmannschaft, mit der er am Campeonato Sudamericano 1917 teilnahm und Südamerikameister wurde.

## Erfolge
- Südamerikameister: 1917
- 4× Uruguayischer Meister: 1912, 1915, 1916 und 1917

## Tod
Porte tötete sich am 5. März 1918 kurz nach Mitternacht selbst im Mittelkreis des Estadio Gran Parque Central, dem Stadion seines Vereins Nacional Montevideo. Dort wurde er in den frühen Morgenstunden tot aufgefunden. Er hatte sich mit einem Revolver ins Herz geschossen und hinterließ zwei Abschiedsbriefe vor Ort.

## Quelle
- Historia (Memento vom 1. November 2013 im Internet Archive) (spanisch)